# 파리국립고등광업학교
파리 국립고등광업학교(영어: MINES ParisTech, 프랑스어: École des mines de Paris)는 세계 명문대학교 중 하나인 파리 과학인문학대학교(영어: PSL University 또는 PSL Research University, 프랑스어: Université PSL)의 공학계열 그랑제꼴이다. 프랑스 왕 루이 16세의 명령으로 왕실 광산의 최고 기술자 및 책임자들을 양성하기 위하여 1783년 3월 19일에 설립되었다. 고등사범학교 (파리), 에콜 상트랄 (파리), 에콜 폴리테크니크와 더불어 프랑스의 최상위 그랑제꼴로 평가받는다.

## 역사

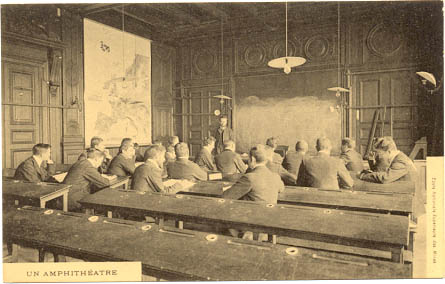
19세기의 파리 국립광업학교 수업

1783년 3월 19일 루이 16세 정부의 자문회의의 법령에 의해서 왕실의 광산을 이끌어갈 공학자들을 훈련시키기 위해 설립되었다. 설립 당시에 광업은 광부들의 안전부터 광산 경영까지 다루는 엄청난 수준 높은 기술이 요구되는 산업이었다. 원래는 파리의 오텔 데 모내 (프랑스어: Hôtel des Monnaies)에 건립되었다. 1791년 프랑스 혁명때 잠시 사라졌다가 국민 공회가 창설한 공안위원회(프랑스어: Comité de Salut public)에 의해 1794년에 재설치되었고 1802년 통령의 법령으로 사브와 지역으로 옮겨졌다. 1814년 프랑스의 여러 가지 사회적인 변화 이후, 이 학교는 확정적으로 1816년 12월 6일 법령으로 오늘날과 같은 위치인 파리 뤽상부르 공원(프랑스어: Jardin de Luxebourg) 근처로 옮겨졌다. 이원화 캠퍼스로 1967년 퐁텐블로와 에브리 지역에 학교가 추가적으로 설치되었고 1976년 유럽의 최대 실리콘밸리로 유명한 소피아앙티폴리스에도 설치되었다. 따라서, 오늘날의 파리 국립광업학교는 이원화 캠퍼스인 뤽상부르 공원, 퐁텐블로, 에브리, 소피아앙티폴리스 지역에 있는 학교를 의미한다.

## 입학 및 평가

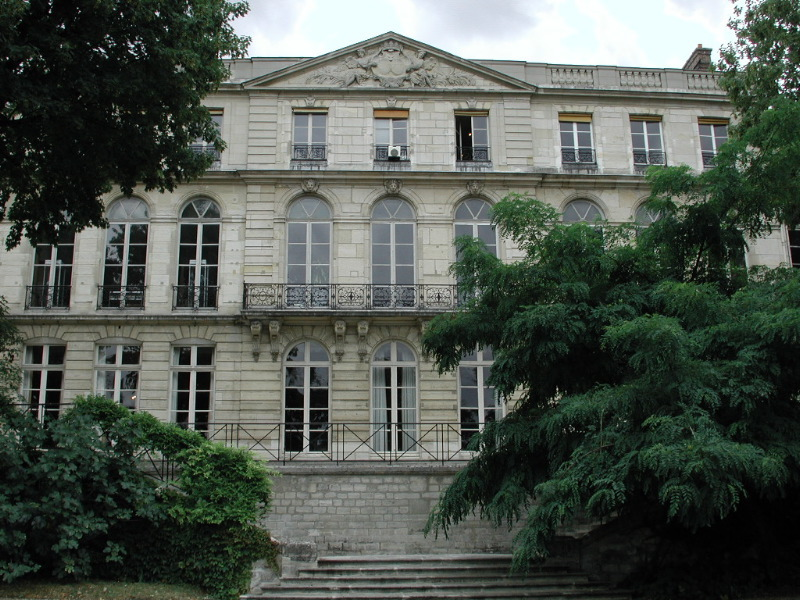
오늘날의 파리 국립광업학교

프랑스에는 고등교육기관으로서 대학교(université)와 그랑제콜(grandes écoles)이 있다. 파리 대학교와 같은 일반적인 대학교는 프랑스의 대학입학 시험인 바칼로레아(baccalauréat)를 보면 누구나 입학할 수 있지만, 파리 국립광업대학교는 상위 10% 이내의 성적을 거둔 학생들이 2년간의 그랑제콜 준비반(prépa)을 거쳐 마지막 입시시험에서 합격해야 입학된다. 즉, 파리테크에서 매년 전체응시생 중 상위 2천여명 가운데서 입학생이 선발되고 이 중에서 약 120명이 파리 국립광업학교의 학석사 통합과정에 해당하는 엔지니어과정(프랑스어: Diplôme d'ingénieur, Ingénieur civil)으로 진학한다.
파리 국립고등광업학교는 L’Expansion, L’Usine nouvelle, La Lettre de l’Etudiant, L’Expansion, L’Usine Nouvelle, Industrie et Technologie, La Lettre de l’Etudiant, Le Point, Nouvel Economiste 등을 비롯한 각종 프랑스 언론에 따르면 주로 프랑스의 전체 그랑제콜 중에서 최상위 3개 학교 중 하나로 평가받고 있다. 또한, 파리 과학인문학 대학교의 공과대학으로서, 2018/2019년 타임스 고등교육 세계 대학 평가(Times Higher Education World University Rankings)와 QS 세계 대학 순위에서 분석한 세계대학평가 순위에서 각각 41위와 50위에 등극되었다. 타임스 고등교육 세계 대학 평가와 QS 세계 대학 순위는 2018/2019년 세계 신흥대학평가 부문과 관련하여서 세계 4위로 발표했다.

## 교육과정
엄격한 국가시험을 통과하여서 엔지니어 석사과정(Diplôme d'ingénieur - Ingénieur civil)에 진학한 학생들은 프랑스를 책임지고 이끌어갈 고급 공학자 또는 연구자로 양성된다. 이 외에 국립 광업학교에서 제공되는 교과 과정은 전문 석사 과정 (Master of Science - Advanced Master), 박사과정 (PhD), 인턴과정 (Research internship)이 있고 다양성에 적합하게 지구/환경과학 분야, 에너지/프로세스 분야, 기계/역학/소재 분야, 수학/시스템 분야, 경제/경영/사회 분야로 운영된다.

## 저명한 동문
파리 국립광업대학교를 출신한 유명인사들은 물리, 화학, 정치, 경제 등 다양한 분야에 걸쳐 존재한다.
• Georges Charpak(1924–2010), 노벨 물리학상

• Maurice Allais(1911–2010), 노벨 경제학상

• Albert François Lebrun(1871–1950), 대통령

• Alain Poher(1909–1996), 정치인, 대통령 권한대행

• Charles de Freycinet, 국무총리

• Jean-Louis Bianco(1943-), 대통령 비서실장(1982-1991), 사회부 장관(1991-1992), 교통부 장관(1992-1993)

• Auguste Laurent(1808–1853), 화학자, 유기화학 선구자

• Louis Paul Cailletet(1832–1913), 물리학자 및 발명가

• Alfred-Marie Liénard(1869–1958), 물리학자 및 공학자, 리에나르-비헤르트 퍼텐셜 유도

• Jean-Baptiste Élie de Beaumont(1798–1874), 지질학 창설, 윌라스톤 상(Wollaston Medal)

• Léon Walras(1834–1910), 수리경제학자

• Thierry Desmarest, 토털(Total S.A.) CEO

• Jean-Martin Folz, PSA 푸조 시트로엥(PSA Peugeot Citroën) CEO

• Noël Forgeard, 에어버스(Airbus) 및 EADS CEO

• Carlos Ghosn(1954–), 닛산 자동차(Nissan) CEO, 르노(Renault-Nissan) CEO

• Tidjane Thiam(1962 - ), 크레디트 스위스(Credit Suisse) CEO

• Anne Lauvergeon, 아레바(Areva) CEO

• Didier Lombard(1942–), France Télécom S.A.(현 Orange S.A.) 회장 및 CEO

• Francis Mer, 위지노르(Usinor) CEO 및 재정부 장관(Minister of Finances)

• Denis Ranque, 탈레스 그룹(Thales Group) CEO

• Jacques Aschenbroich, 발레오(Valeo) CEO

• Jean-Jacques Favier(1949 - ), 우주 비행사

## 같이 보기
• 파리 과학인문학 대학교

• 그랑제콜

## 참조
1. ↑  École des mines de Paris 또는 줄여서 Mines ParisTech 라고도 불린다.
2. ↑  “‘프랑스의 엘리트 공장’이 영어로 수업”. 주간조선. 2006년 2월 28일. 2017년 4월 7일에 원본 문서에서 보존된 문서. 2017년 4월 6일에 확인함.
3. ↑  (영) Just Landed
4. ↑  MINES ParisTech
5. ↑  “World University Rankings”. 《Times Higher Education (THE)》 (영어). 2018년 9월. 2018년 10월 13일에 확인함.
6. ↑  “QS World World Ranking”. 《QS University Rankings》 (영어). 2018년 8월. 2018년 10월 13일에 확인함.
7. ↑  “THE young University Rankings”. 《Times Higher Education (THE)》 (영어). 2018년 6월. 2018년 10월 13일에 확인함.
8. ↑  “QS Top 50 Under 50”. 《QS University Rankings》 (영어). 2018년 7월. 2018년 10월 13일에 확인함.
9. ↑  MINES ParisTech